# Dino Meneghin
Pour les articles homonymes, voir Meneghin.
Dino Meneghin, né le 18 janvier 1950 à Alano di Piave, est un joueur de basket-ball italien, évoluant au poste d'intérieur. Vainqueur de sept des treize finales de coupe des clubs champions auxquelles il a participé, il a également remporté deux coupe des coupes et une coupe Korać. Avec la sélection italienne, dont il est le second joueur en nombre de sélections et de points marqués, il a remporté une médaille d'argent olympique lors des jeux de Moscou en 1980 et trois médailles européennes, dont l'or lors des championnats d'Europe 1983. Il a ensuite occupé des fonctions de dirigeant. Il est désormais le président de la Fédération italienne de basket-ball.

## Biographie
Débutant très jeune à l'âge de 16 ans dans le championnat d'Italie, il joue pour le grand club de Varèse avec qui il va disputer dix finales de Coupe des clubs champions consécutives entre 1970 et 1979, en remportant au passage cinq. Auparavant, en 1967, il a également remporté une Coupe des Coupes.
En 1981, il rejoint Milan qui est en train de remonter une équipe après une remontée depuis la série B. Avec des joueurs comme Mike D'Antoni puis plus tard Bob McAdoo il participe à huit finales de championnat d'Italie consécutives, dont cinq titres. Sur la scène européenne, il remporte une Coupe Korać et remporte à nouveau la Coupe des Champions en 1987 et 1988. L'année 1987 est la plus remarquable avec le grand chelem réalisé: Coupe des Champions, Champion d'Italie, Coupe intercontinentale, Coupe d'Italie, exploit qu'il avait déjà réalisé sous le maillot de Varèse en 1970 et 1973.
Au total, il dispute 836 rencontres de Serie A pour un total de 8 560 points. Ses 836 rencontres se décomposent en 395 sous le maillot de Varèse, 310 sous le maillot de Milan, 99 sous le maillot de Trieste et de nouveau 32 rencontres pour Milan. Sa longévité lui permet également à 44 ans de jouer en championnat d'Italie contre son fils.
Avec la sélection nationale, il obtient une médaille d'argent aux Jeux olympiques d'été de 1980 de Moscou. Lors des championnats d'Europe, il remporte un titre en 1983 ainsi que deux médailles de bronze en 1971 et 1975. Sa très grand longévité lui permet d'être second avec 271 sélections, le record de sélections étant détenu par Pierluigi Marzorati avec 278 sélections. Il occupe également la seconde place en nombre de points marqués en sélection avec 2 947 derrière Antonello Riva.
En 2003, il a été élu au « Hall of Fame » du basket-ball, étant le deuxième italien à recevoir cet honneur.

## Hommage
Le 7 mai 2015, en présence du président du Comité national olympique italien (CONI), Giovanni Malagò, a été inauguré  le Walk of Fame du sport italien dans le parc olympique du Foro Italico de Rome, le long de Viale delle Olimpiadi. 100 tuiles rapportent chronologiquement les noms des athlètes les plus représentatifs de l'histoire du sport italien. Sur chaque tuile figure le nom du sportif, le sport dans lequel il s'est distingué et le symbole du CONI. L'une de ces tuiles lui est dédiée .

## Clubs
- 1966-80 Varèse
- 1981-90 Olimpia Milan
- 1991-92 Trieste
- 1993-95 Olimpia Milan

## Palmarès

### Équipe nationale
Jeux olympiques d'été
- médaille d'argent aux Jeux olympiques d'été de 1980 de Moscou

championnat d'Europe
- Médaille d'or en championnat d'Europe 1983 à Nantes
- Médaille de bronze au championnat d'Europe 1971
- Médaille de bronze au championnat d'Europe 1975

### Clubs
Compétitions internationales
- Coupe des clubs champions 1970, 1972, 1973, 1975, 1976, 1987, 1988
- Finaliste de la Coupe des clubs champions 1971, 1974, 1977, 1978, 1979
- Coupe des Coupes 1967, 1980
- Coupe Korać 1985
- Coupe du monde des clubs 1967, 1970, 1973, 1987

Compétitions nationales
- Champion d'Italie 1969, 1970, 1971, 1973, 1974, 1977, 1978, 1982, 1985, 1986, 1987, 1989
- Coupe d'Italie 1986, 1987

### Distinctions personnelles
- Nommé Joueur européen de l'année 1983 par La Gazzetta dello Sport
- Nommé Joueur européen de l'année 1980, 1983 par le magazine italien Superbasket
- Introduit au Hall of Fame en 2003